# Petros Mandalos
Petros Mandalos (gr. Πέτρος Μάνταλος; ur. 31 sierpnia 1991 w Komotini) – grecki piłkarz grający na pozycji pomocnika w AEK Ateny.

## Kariera klubowa
Mandalos rozpoczął karierę w Skodzie Ksanti. W lipcu 2013 podpisał kontrakt z AEK Ateny obowiązujący od sezonu 2014/2015.

## Kariera reprezentacyjna
W reprezentacji Grecji zadebiutował 7 września 2014 w meczu z Rumunią. Pierwszego gola w kadrze strzelił 7 czerwca 2016 w wygranym 2:1 meczu z Australią.